# 盾叶秋海棠
盾叶秋海棠（学名：Begonia peltatifolia）是秋海棠科秋海棠属的植物，为中国的特有植物。分布于中国大陆的海南等地，生长于海拔200米至1,500米的地区，一般生于瘠土石上，目前已由人工引种栽培。